# Qapqal

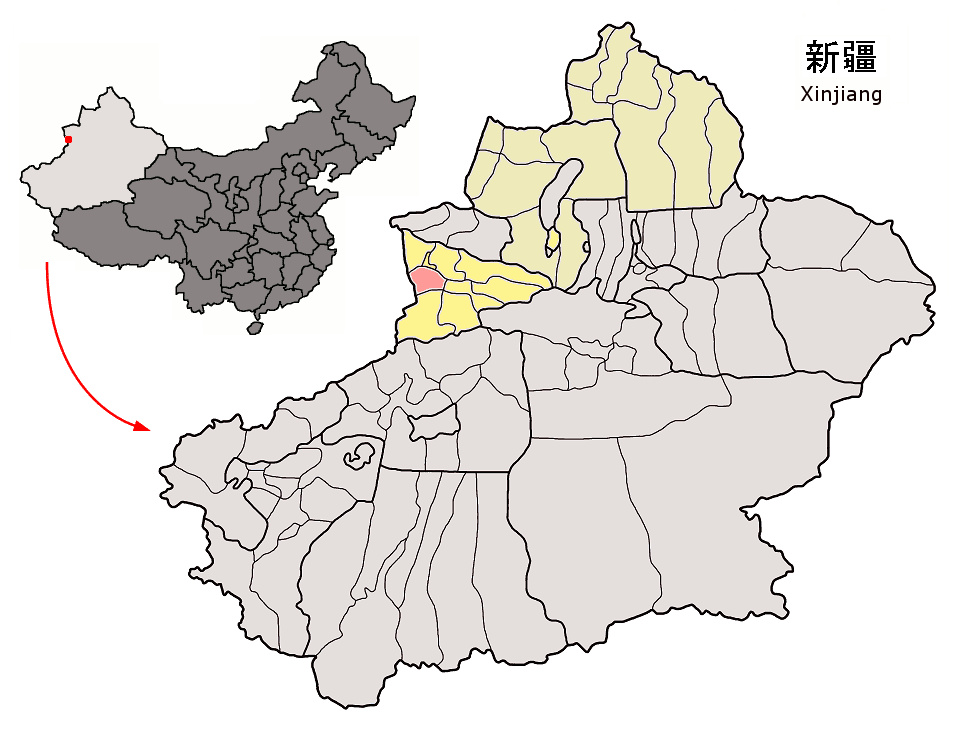
Lage des Autonomen Kreises Qapqal der Xibe (rosa) im Kasachischen Autonomen Bezirk Ili

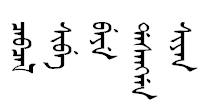
Name des Autonomen Kreises in xibenischer Sprache

Der Xibenische Autonome Kreis Qapqal (chinesisch 察布查尔锡伯自治县, Pinyin Chábùchá’ěr Xībó zìzhìxiàn; uigurisch چاپچال شىبە ئاپتونوم ناھىيىسى Qapqal Xibə Aptonom Naⱨiyisi, kasachisch شاپشال سىبە اۆتونوميالى اۋدانى Şapşal Sibe Avtonomyalı Awdanı, xibenisch ᠴᠠᠪᠴᠠᠯ
ᠰᡞᠪᡝ
ᠪᡝᠶᡝ
ᡩᠠᠰᠠᡢᡤᠠ
ᠰᡞᠶᠠᠨ, Cabcal Sibe beye dasangga siyan) ist ein autonomer Kreis der Xibe im Kasachischen Autonomen Bezirk Ili im Nordwesten des Uigurischen Autonomen Gebietes Xinjiang in der Volksrepublik China. Sein Hauptort ist die Großgemeinde Qapqal (察布查尔镇 / ᠴᠠᠪᠴᠠᠯ). Die Fläche beträgt 4.489 Quadratkilometer und die Einwohnerzahl 179.744 (Stand: Zensus 2010). 1999 zählte Qapqal 157.802 Einwohner.
Der Jingyuan-Tempel (Jingyuan si) steht seit 2006 auf der Liste der Denkmäler der Volksrepublik China (6-809).